# آي باد ميني 2
آي باد ميني 2 (بالإنجليزية: iPad mini 2) هو حاسوب لوحي صمم وطور من قبل شركة أبل، أعلن عنه في 22 أكتوبر 2013. وأصدر في 23 أكتوبر 2013، وهو الجيل الثاني من أجهزة آي باد ميني.

## نظام التشغيل
الجهاز يعمل بنظام iOS 7.0.3 ويدعم نظام iOS 12.5.6.